# Brian Mullen
Brian Patrick Mullen (* 16. März 1962 in Hell’s Kitchen, New York) ist ein ehemaliger US-amerikanischer Eishockeyspieler und -funktionär, der im Verlauf seiner aktiven Karriere zwischen  und  unter anderem 894 Spiele für die Winnipeg Jets, New York Rangers, San Jose Sharks und New York Islanders in der National Hockey League auf der Position des linken Flügelstürmers bestritten hat. Aufgrund eines Schlaganfalls und dessen Folgen musste Mullen seine Karriere bereits im Alter von 32 Jahren frühzeitig beenden. Sein fünf Jahre älterer Bruder Joe Mullen war ebenfalls professioneller Eishockeyspieler und ist Mitglied der Hockey Hall of Fame.

## Karriere
Mullen spielte am Ende der 1970er-Jahre zunächst in einer New Yorker Juniorenliga, ehe er von 1980 bis 1982 an die University of Wisconsin–Madison ging. In dieser Zeit bestritt er für die U20-Nationalmannschaft der Vereinigten Staaten die Junioren-Weltmeisterschaften 1980 und 1981. Nachdem der linke Flügelspieler bereits im NHL Entry Draft 1980 in der siebten Runde an 128. Position von den Winnipeg Jets ausgewählt worden war, wechselte er zur Saison 1982/83 zu den Jets in die National Hockey League.
Gleich in seinem ersten NHL-Jahr etablierte sich der Rookie im NHL-Kader und lief in allen 80 Saisonspielen auf, in denen er insgesamt 50 Scorerpunkte sammeln konnte. Mullen blieb bis zum Ende der Spielzeit 1986/87 in Winnipeg und hatte dort mit 71 Punkten in 69 Spielen in der Saison 1984/85 sein bestes NHL-Jahr. Im Sommer 1987 wurde er dann im Paket mit einigen Draftrechten in seine Heimatstadt zu den New York Rangers transferiert. Der US-Amerikaner spielte weitere vier Jahre als fester Bestandteil des NHL-Teams im Big Apple und nahm in dieser Zeit zudem zweimal an Senioren-Weltmeisterschaften teil. Vor der Saison 1991/92 gaben die Rangers Mullen zu den neu gegründeten San Jose Sharks ab.
In seiner einzigen Saison dort erwies er sich als zweitbester Scorer des Teams als einer der wenigen Lichtblicke, ging nach der Saison aber zurück nach New York, wo er für den Rangers-Rivalen New York Islanders spielte. Mullen konnte jedoch nur ein Jahr für die Islanders spielen, da er am 8. August 1993 während des Trainings einen Schlaganfall erlitt. Dieser war durch einen Thrombus im Gehirn hervorgerufen worden und führte dazu, dass er einige Zeit nicht in der Lage war, seine motorischen Fähigkeiten weiterhin voll auszuschöpfen. Daraufhin folgte eine erfolgreiche Operation am offenen Herzen, die eine schnelle Genesung bewirkte. Während des Trainings für sein Comeback erlitt er 1994 jedoch einen epileptischen Anfall, woraufhin er seine Karriere beenden musste.
Nach seinem Karriereende arbeitete acht Jahre lang als Offizieller der National Hockey League und wurde 1995 für seine Verdienste um das US-amerikanische Eishockey gemeinsam mit seinem Bruder Joe mit der Lester Patrick Trophy ausgezeichnet. Zurzeit ist er als Co-Kommentator für die TV-Übertragungen der New York Rangers tätig.

## Erfolge und Auszeichnungen
- 1989 Teilnahme am NHL All-Star Game
- 1995 Lester Patrick Trophy

## Karrierestatistik

### International
Vertrat die USA bei:
| - Junioren-Weltmeisterschaft 1980 - Junioren-Weltmeisterschaft 1981 - Canada Cup 1984 | - Weltmeisterschaft 1989 - Weltmeisterschaft 1991 |

(Legende zur Spielerstatistik: Sp oder GP = absolvierte Spiele; T oder G = erzielte Tore; V oder A = erzielte Assists; Pkt oder Pts = erzielte Scorerpunkte; SM oder PIM = erhaltene Strafminuten; +/− = Plus/Minus-Bilanz; PP = erzielte Überzahltore; SH = erzielte Unterzahltore; GW = erzielte Siegtore; 1 Play-downs/Relegation; Kursiv: Statistik nicht vollständig)